# Greyce Elias
Greyce de Queiroz Elias (Patrocínio, 15 de dezembro de 1981) é uma empreendedora, produtora rural, advogada e política brasileira filiada ao Avante. É deputada federal por Minas Gerais.

## Biografia
Greyce Elias nasceu em Patrocínio, Minas Gerais. Filha do engenheiro Elias José Abrão Neto e da ex-vereadora Marta Elias. Greyce formou-se em Direito pelo Centro Universitário do Triângulo (Unitri) de Uberlândia em 2006. Atuou como advogada e consultora jurídica. Em outubro de 2011 filiou-se ao Partido Republicano Brasileiro (PRB) e se elegeu vereadora de Patrocínio em 2012. Em 2016 candidatou-se a prefeita de Patrocínio, ficando em segundo lugar com 33% dos votos. Em 2014, apoiou o candidato Fernando Pimentel do PT para o governo de Minas Gerais.

### Deputada federal
Greyce se filiou ao Avante em abril de 2018 e se elegeu deputada federal no mesmo ano. Em março de 2019 Greyce tornou-se uma das lideranças do movimento Rede de Ação Política pela Sustentabilidade (RAPS).
Greyce integra as Comissões de Constituição, Justiça e Cidadania - CCJ e de Minas e Energia - MME, além de ser titular em Frentes Parlamentares como a da Agropecuária, da Primeira Infância,  e Ética Contra a Corrupção - FECC .
Foi Relatora de importantes projetos, como o que dobra as penas de corrupção para crimes cometidos durante estado de Calamidade Pública e pandemias, o PL que determina o registro, nos sistemas de informações das polícias civil e militar, das medidas protetivas decretadas pelo juiz a favor de mulheres vítimas de violência, o que criou auxílio emergencial para casas de idosos de todo Brasil, que manteve a Eletrobrás no programa de privatização do governo (PND) e o do Novo Marco Regulatório da Mineração.
No exercício da vice-liderança do Avante, orientou a posição da Bancada em votações importantes no Plenário, como o PLN4, que garantiu o pagamento a aposentados, produtores rurais do Plano Safra, beneficiários de programas sociais como bolsa família e carentes do BPC.
Em seu mandato na câmara, Greyce votou a favor da MP 867, a favor da PEC da Reforma da Previdência. a favor da MP da Liberdade Econômica; a favor da ajuda financeira aos estados durante a pandemia de COVID-19; a favor do Contrato Verde e Amarelo; a favor da MP 910 ; a favor da flexibilização de regras trabalhistas para manutenção de empregos durante a pandemia; a favor da fixação do salário dos servidores por um ano pelo equilíbrio fiscal da pandemia; a favor da anistia da dívida das igrejas; a favor da convocação de uma Convenção Interamericana contra o Racismo; duas vezes a favor de destinar verbas do novo FUNDEB para escolas; a favor da PEC Emergencial (que trata do retorno do auxílio emergencial e suas prorrogações); a favor de classificar a educação como "serviço essencial" (possibilitando o retorno das aulas presenciais durante a pandemia); a favor de desburocratizar a concessão de Licenciamento Ambiental para diversas atividades de baixo impacto; a favor da privatização da Eletrobras e dos Correios e esteve ausente na votação sobre a autonomia do Banco Central. Esteve de licença-maternidade durante as votações sobre o "Pacote Anti-crime" de Sergio Moro; o Novo Marco Legal do Saneamento; redução do Fundo Eleitoral Após o governo Bolsonaro vetar o Fundo Eleitoral, Greyce Elias votou pela derrubada do veto e pela manutenção do Fundo Eleitoral.
Greyce votou a favor da PEC do Voto Impresso, da PEC dos Precatórios e da institucionalização do orçamento secreto. Foi revelado pelo jornal O Globo, que Greyce participou da destinação, junto ao governo federal, de ao menos R$ 10 milhões via orçamento secreto.
Em 2020, o TSE reprovou as contas da campanha de Greyce em 2018, por recebimento de doação indevida. Foi determinado que Greyce deveria devolver R$200 mil ao doador, o Partido da República, opositor do partido pelo qual Greyce era candidata.
Greyce foi vice-lider do governo Bolsonaro desde 30 de setembro de 2020 e apresentou alinhamento de 96% com o mesmo nas votações da câmara até junho de 2021.

## Desempenho eleitoral
| Ano  | Eleição                   | Cargo            | Partido | Votos   | %      | Resultado  |
| ---- | ------------------------- | ---------------- | ------- | ------- | ------ | ---------- |
| 2012 | Municipal de Patrocínio   | Vereadora        | PRB     | 854     | 1,91%  | Eleita     |
| 2014 | Estaduais em Minas Gerais | Deputada federal | PRB     | 11.655  | 0,13%  | Suplente   |
| 2016 | Municipal de Patrocínio   | Prefeita         | PRB     | 15.527  | 33,03% | Não eleita |
| 2018 | Estaduais em Minas Gerais | Deputada federal | Avante  | 37.620  | 0,42%  | Eleita     |
| 2022 | Estaduais em Minas Gerais | Deputada federal | Avante  | 110.346 | 0,98%  | Eleita     |